# José Ornelas Carvalho

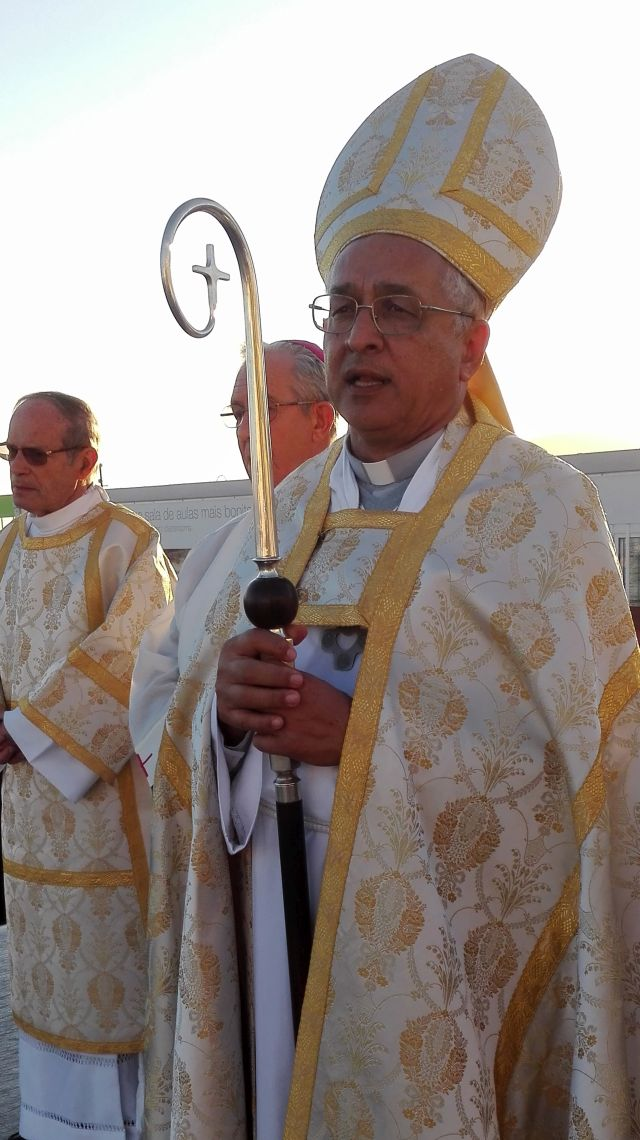
José Ornelas Carvalho (2015)

José Ornelas de Carvalho SCJ (* 5. Januar 1954  in Porto da Cruz, Madeira) ist ein portugiesischer Ordensgeistlicher und römisch-katholischer Bischof von Leiria-Fátima.

## Leben
José Ornelas Carvalho trat als Jugendlicher den Herz-Jesu-Priestern bei und empfing am 9. August 1981 die Priesterweihe. Das Generalkapitel der Herz-Jesu-Priester wählte ihn im Jahr 2003 als Nachfolger des Argentiniers Virginio Domingo Bressanelli zum Generaloberen der Ordensgemeinschaft. Im Jahr 2009 wurde er für eine zweite Amtszeit bestätigt, die Pfingsten 2015 mit der Wahl seines Nachfolgers Heiner Wilmer durch das Generalkapitel endete.
Papst Franziskus ernannte ihn am 24. August 2015 zum Bischof von Setúbal. Die Bischofsweihe spendete ihm der Patriarch von Lissabon, Manuel Kardinal Clemente, am 25. Oktober desselben Jahres. Mitkonsekratoren waren sein Amtsvorgänger Gilberto dos Reis und der Bischof von Angra, António de Sousa Braga SCJ. Im Juni 2020 wurde Ornelas Carvalho zum Präsidenten der Portugiesischen Bischofskonferenz gewählt.
Am 28. Januar 2022 bestellte ihn Papst Franziskus zum Bischof von Leiria-Fátima. Die Amtseinführung von José Ornelas Carvalho fand am 13. März desselben Jahres statt.
José Ornelas Carvalho ist seit 2020 Präsident der Portugiesischen Bischofskonferenz.